# Тифлиски банков обир
Тифлиският банков обир, наричан също Тифлиска експроприация, е въоръжен грабеж, извършен на 26 юни (13 юни стар стил) 1907 година в Тифлис (днес Тбилиси), по това време част от Руската империя. При него група болшевики заграбват доставка на пари в брой, за да финансират с тях своята дейност. Те нападат с бомби и огнестрелно оръжие колата, с която се превозват пари от пощенски клон към тифлиското подразделение на Държавната банка на Руската империя, и придружаващата я охрана, докато преминават през площад „Ереван“ (днес Площад на свободата). Според официалните документи, при нападението са убити 40 души, а 50 други са ранени. Нападателите открадват 341 хиляди рубли (около 4,5 милиона лева от 2008 г.).
Грабежът е организиран от група високопоставени болшевики, сред които Владимир Ленин, Йосиф Сталин, Максим Литвинов, Леонид Красин и Александър Богданов, а преки извършители са банда грузински революционери, водени от близкия сътрудник на Сталин Камò. Тъй като подобни акции са изрично забранени от 5-ия конгрес на Руската социалдемократическа работническа партия (РСДРП), грабежът и убийствата предизвикват остра реакция срещу болшевиките в партийните кръгове. Ленин и Сталин са принудени да се разграничат от грабежа, но той допринася за последвалото разцепление на РСДРП.
Макар че самият обир е успешен и открадната сума е значителна, болшевиките не успяват да използват повечето едри банкноти, тъй като серийните им номера са известни на полицията. Ленин предлага тези банкноти да бъдат обменени едновременно от множество отделни хора на различни места из Европа. Планът е приведен в действие през януари 1908 година, но се проваля и довежда до голям брой арести, международно популяризиране на случая и отрицателни реакции на европейските социалдемократи.
Малко след обира Камо е заловен в Германия, но избягва съдебен процес, като успешно симулира умствено заболяване в продължение на три години. След това той успява да избяга от психиатричния център, в който е държан, но две години по-късно отново е заловен при подготовката на нов грабеж. Осъден е на смърт, но присъдата е заменена с доживотен затвор, а след Революцията от 1917 година е освободен. Останалите основни участници и организатори на обира така и не са съдени.
|  | Тази страница частично или изцяло представлява превод на страницата 1907 Tiflis bank robbery в Уикипедия на английски. Оригиналният текст, както и този превод, са защитени от Лиценза „Криейтив Комънс – Признание – Споделяне на споделеното“, а за съдържание, създадено преди юни 2009 година – от Лиценза за свободна документация на ГНУ. Прегледайте историята на редакциите на оригиналната страница, както и на преводната страница, за да видите списъка на съавторите. ВАЖНО: Този шаблон се отнася единствено до авторските права върху съдържанието на статията. Добавянето му не отменя изискването да се посочват конкретни източници на твърденията, които да бъдат благонадеждни. |